# فرانكلين روزفلت
فرانكلين ديلانو روزفلت (بالإنجليزية: Franklin Delano Roosevelt) ‏(أو روزافالت حسب نطقه الخاص)، (30 يناير 1882 - 12 أبريل 1945)، المعروف أيضا باختصار «إف دي آر»، هو رجل دولة وزعيم سياسي أمريكي شغل منصب الرئيس الثاني والثلاثين للولايات المتحدة من عام 1933 حتى وفاته في عام 1945. روزفلت هو سياسي ديمقراطي، وفاز في أربعة انتخابات رئاسية متتالية وبرز كشخصية مركزية في الأحداث العالمية خلال منتصف القرن العشرين. قاد حكومة الولايات المتحدة خلال الكساد الكبير والحرب العالمية الثانية. اعتبر قائدا مهيمنا على الحزب، وقام ببناء تحالف الصفقة الجديدة، وأعاد تنظيم السياسة الأمريكية في نظام الحزب الخامس، وأعاد تحديد الليبرالية الأمريكية خلال الثلث الأوسط من القرن العشرين. وغالبا ما يصنفه الباحثون كأحد أعظم ثلاثة رؤساء أمريكيين، إلى جانب جورج واشنطن وأبراهام لينكون.
ولد روزفلت في عام 1882 لعائلة هولندية بارزة من مقاطعة دوتشيس في نيويورك. ودخل نخبة المؤسسات التعليمية في البلاد مثل مدرسة جروتون، وكلية هارفارد، وكلية كولومبيا للقانون. في سن 23 في عام 1905، تزوج إليانور روزفلت، وأنجب الزوجان ستة أطفال. دخل روزفلت السياسة في عام 1910، وعمل في مجلس الشيوخ في ولاية نيويورك، ثم مساعد وزير البحرية تحت قيادة وودرو ويلسون. في عام 1920، كان روزفلت مرشحا ليرافق جيمس كوكس في انتخابات عام 1920، ولكنهما خسرا أمام الجمهوريين وارن جي. هاردينغ ونائبه كالفين كوليدج. أصيب روزفلت بشلل الأطفال في عام 1921، فأقعده المرض وهدد مستقبله السياسي، لكنه حاول أن يتعافى من المرض وأسس مركزا لعلاج المصابين بشلل الأطفال في وارم سبرينجز في جورجيا. عاد روزفلت إلى الحياة السياسية يعد وضع اسم آل سميث في ترشيح المؤتمر الوطني الديمقراطي عام 1924، وترشح روزفلت لمنصب حاكم نيويورك بناء على طلب سميث، ونجح في انتخابات الولاية عام 1928. شغل روزفلت هذا المنصب من عام 1929 إلى 1933 وعمل كحاكم إصلاحي، وطالب بتطبيق برامج لمكافحة الكساد الذي ضرب الولايات المتحدة وقتها.
وفي انتخابات الرئاسة عام 1932، حقق روزفلت نصرا ساحقا على الرئيس الجمهوري هربرت هوفر. تولى روزفلت منصبه بينما كانت البلاد ترزح تحت أسوأ أزمة اقتصادية في تاريخها. وبعد انتصاره على شلل الأطفال، اعتمد روزفلت على تفاؤله ونشاطه لرفع الروح الوطنية. وخلال أول مائة يوم في منصبه، أقر روزفلت مجموعة تشريعات اتحادية لم تشهدها البلاد والتي وضعت أساس الصفقة الجديدة – وهي مجموعة من البرامج الاقتصادية لإغاثة الشعب (وظائف حكومية للعاطلين عن العمل)، والانتعاش (النمو الاقتصادي)، والإصلاح (من خلال تنظيم وول ستريت والبنوك والنقل). وقد أنشأ العديد من البرامج لدعم العاطلين عن العمل والمزارعين، وشجع نمو نقابات العمال، ونظم الأعمال التجارية والتمويل العالي. دعم روزفلت إلغاء منع الكحول في عام 1933 ما أضاف إلى شعبيته، وساعده هذا على تحقيق نصر ساحق على ألف لاندون في انتخابات عام 1936. تحسن الاقتصاد بسرعة في سنوات حكمه، إلا أنه أصيب بالركود في عام 1937-1938. وقد منعه الائتلاف المحافظ من الحزبين، والذي تشكل في عام 1937، من جمع أصوات المحكمة العليا، وأغلق الطريق على جميع مقترحاته الليبرالية الكبرى (باستثناء الحد الأدنى للأجور). عندما بدأت الحرب وانتهت البطالة، ألغى المحافظون في الكونغرس برنامجي الإغاثة الرئيسيين، وهما إدارة تقدم الأعمال وسلك الخدمة المدنية. إلا أنهم أبقوا على معظم القوانين التي تنظم الأعمال التجارية. وشملت برامجه الرئيسية التي بقيت: لجنة الأوراق المالية والبورصات، قانون فاغنر، المؤسسة الاتحادية للتأمين على الودائع والضمان الاجتماعي.
كانت الحرب العالمية الثانية تلوح في الأفق عام 1938 مع غزو اليابان للصين وعدوان ألمانيا النازية، قدم روزفلت دعما دبلوماسيا وماليا قويا للصين والمملكة المتحدة، في حين ظل محايدا رسميا. وكان هدفه جعل أمريكا «ترسانة أسلحة الديمقراطية»، وأن توفر الذخيرة للحلفاء. كما منح القروض لبريطانيا والصين في مارس 1941 بموافقة من الكونغرس. بعد الهجوم الياباني المفاجئ على بيرل هاربور في 7 ديسمبر 1941، والذي وصفه بأنه «يوم سيبقى مظلما»، سعى روزفلت لينال موافقة الكونغرس لإعلان الحرب على اليابان، وتم له هذا في اليوم التالي، قبل أن يعلن الحرب على ألمانيا بعد أيام قليلة. اجتهد روزفلت في عمله مع رئيس الوزراء البريطاني ونستون تشرشل والزعيم السوفيتي جوزيف ستالين والقائد العام الصيني تشانغ كاي شيك في قيادة الحلفاء ضد ألمانيا النازية وإيطاليا الفاشية والإمبراطورية اليابانية في الحرب العالمية الثانية، وساعده كبير أعوانه هاري هوبكنز ولقي دعما قويا من الشعب. وأشرف على تعبئة الاقتصاد الأمريكي لدعم جهود الحرب، كما أمر بنقل مائة ألف مدني أمريكي من أصل ياباني إلى المعتقلات. كما قام روزفلت، بوصفه قائدا عسكريا، بتنفيذ إستراتيجية حرب على جبهتين والتي انتهت بهزيمة قوى المحور وتطوير أول قنبلة ذرية في العالم. كما ظهر أثره واضحا أيضا على إنشاء الأمم المتحدة ونظام بريتون وودز. واصل روزفلت انتصاراته الساحقة في الانتخابات عام 1940 على وينديل ويلكي، وعام 1944 على توماس ادموند ديوي، إلا أن صحته تدهورت بشكل خطير خلال سنوات الحرب، وتوفي بعد 11 أسبوعا على ولايته الرابعة.وهو أطول الرؤساء الأمريكيين بقاءً في المنصب، ولا يستطيع أحد الآن كسر رقمه القياسي بسبب تعديل دستوري أُقر عام 1951 (التعديل الثاني والعشرون للدستور الأمريكي) يحدد الفترات الرئاسية بفترتين فقط.
صنف من أعظم ثلاث رؤساء لأمريكا[بحاجة لمصدر]. عاصر الحرب العالمية الثانية حيث قاد الحلفاء إلى النصر على الرغم من شلله.
له مقولة مشهورة : «الشيء الوحيد الذي يجب أن نخاف منه هو الخوف نفسه»

## بدايته
وُلد روزفلت في الثلاثين من يناير عام 1882، في هايد بارك في نيويورك. وتلقى أول دروسه على يد مدرسين خصوصيين، ثم التحق بجامعة هارفارد (Harvard University)، وتخرج فيها عام 1904. وعقب تخرجه التحق بكلية الحقوق بجامعة كولومبيا (1904-1907)، ولكنه لم يتخرج فيها، إذ فشل في اجتياز الامتحان.

فرانكلين في عمر الحادية عشر

ينحدر فرانكلين ديلانو روزفلت من أصل هولندي فرنسي. انتخب جده الأكبر، نيكولاس روزفلت، عمدة لمدينة نيويورك (1698-1701). أما والده، جيمس روزفلت (1828-1900)، فكان يعمل محامياً وخبيراً مالياً، ومات إثر إصابته بمرض قلبي، عندما كان فرانكلين في أولى سنوات دراسته بجامعة هارفارد. أما والدته سارة «سالي» (1854 – 1941)، فقد ماتت عن عمر يناهز 87 عاماً، أثناء الفترة الثالثة لتولي ابنها الرئاسة. وورث عنها روزفلت ثروة تقدر بنحو 920 ألف دولار. وكان لفرانكلين أخ واحد من والده، اسمه جيمس روزفلت الصغير، وكان يعمل سكرتيراً أولاً في سفارة أمريكا في فيينا، ثم بعد ذلك في لندن.
تزوج روزفلت من إليانور في عام 1905. وكسيدة أولى، عملت إليانور روزفلت على مساندة الدفاع عن حقوق السود، إلى حد أنها استقالت من منظمة بنات الثورة الأمريكية (Daughters of the American Revolution) احتجاجاً على رفضهم السماح للمغنية السوداء ماريان أندرسون (Marian Anderson) الغناء في إحدى الحفلات. وبعد وفاة زوجها، عينها الرئيس ترومان عضواً في أول وفد أمريكي يشارك في اجتماعات الأمم المتحدة (1946-1952)، ثم عملت بعد ذلك رئيسة للجنة حقوق الإنسان بالأمم المتحدة. إلى أن ماتت في السابع من نوفمبر عام 1962.ورُزق روزفلت ابنة واحدة، هي آنا اليانور روزفلت (1906-1975) (Anna Eleanor Roosevelt)، وكانت تعمل صحفية وموظفة علاقات عامة. وله أربعة أبناء هم: جيمس روزفلت (1907-1991)، الذي كان رجل أعمال، ثم انتخب عضواً في مجلس النواب بالكونغرس، إلى جانب عمله كاتباً. واليوت روزفلت (1910-1990)، وكان رجل أعمال كذلك، ثم انتخب عمدة، وكان أيضاً يعمل بالكتابة والتأليف. وفرانكلين د. روزفلت «الصغير» (1914-1988)، وكان رجل أعمال ومزارع، ثم انتخب عضواً في الكونغرس. وأخيراً جون اسبنوول روزفلت (1916 - 1981)، الذي كان تاجراً وسمساراً بالبورصة.

## تعليمه ومسيرته الأولى
زار روزفلت أوروبا عدة مرات، فبدأ رحلته الأولى عندما كان في الثانية من عمره، ثم اصطحبه والداه كل سنة إلى أوروبا منذ السابعة من عمره، واستمر بالترحال كل سنة حتى بلغ 15 من عمره. ساعدته تلك الرحلات في تعلّم اللغتين الألمانية والفرنسية. تلقى روزفلت تعليمه في المدرسة حتى سن 14، باستثناء مرة واحدة عندما كان في التاسعة من عمره، ودرس في إحدى المدارس العامة في ألمانيا. التحق روزفلت لاحقًا بمدرسة غروتون، وهي مدرسة أسقفية داخلية في غروتون في ولاية ماساتشوستس، وسُجل في الصف الثالث. كان مدير المدرسة، إنديكوت بيبوي، يعظ الطلاب ويذكرهم بواجب المسيحيين المتمثل بمساعدة الأقل حظًا، وحثّ تلاميذه على دخول مجال الخدمات المدنية. كان لبيبوي أثرٌ طويل وقوي على حياة روزفلت، فهو من زوّج روزفلت بزوجته، وزاره أيضًا عندما أصبح رئيسًا للولايات المتحدة.
أكمل روزفلت دراسته الجامعية في جامعة هارفرد، مثل معظم تلاميذ دفعته في غروتون. كان روزفلت طالبًا متوسطًا من الناحية الأكاديمية، وقال لاحقًا: «درست مواد الاقتصاد في الجامعة 4 سنوات، وكان كل ما تعلمته خاطئًا». كان روزفلت عضوًا في أخوية ألفا ديلتا باي وفي نادي فلاي كلاب، بالإضافة إلى شغله منصب رئيس المشجعين. لم يكن روزفلت مشهورًا نسبيًا، لا لكونه طالبًا أو رياضيًا، لكنه أصبح رئيس تحرير جريدة هارفرد كريمسون اليومية، وهو منصب يتطلب طموحًا عاليًا ونشاطًا وقدرة على إدارة الآخرين.
في العام التالي، أصبح ثيودور روزفلت، ابن العم الخامس لفرانكلن، رئيس الولايات المتحدة الأمريكية. كان لأسلوب قيادة ثيودور القوي واندفاعه نحو الإصلاح أثر كبير على فرانكلين، فاعتبر الأخير ثيودور بطلًا ومثالًا يُحتذى به.

## المناصب التي شغلها قبل توليه الرئاسة
سيناتور في مجلس الشيوخ عن ولاية نيويورك (1911-1913)
ظل فرانكلين يشغل هذا المنصب لدورتين متتاليتين. وأثناء عمله، أسس نظام تصويت للبت في قضايا العمال والمزارعين، ووضع قانوناً فيدرالياً للطلاق. وفضّل نظام الانتخاب المباشر، لأعضاء مجلس الشيوخ.
مساعداً لقائد البحرية (1913-1920):

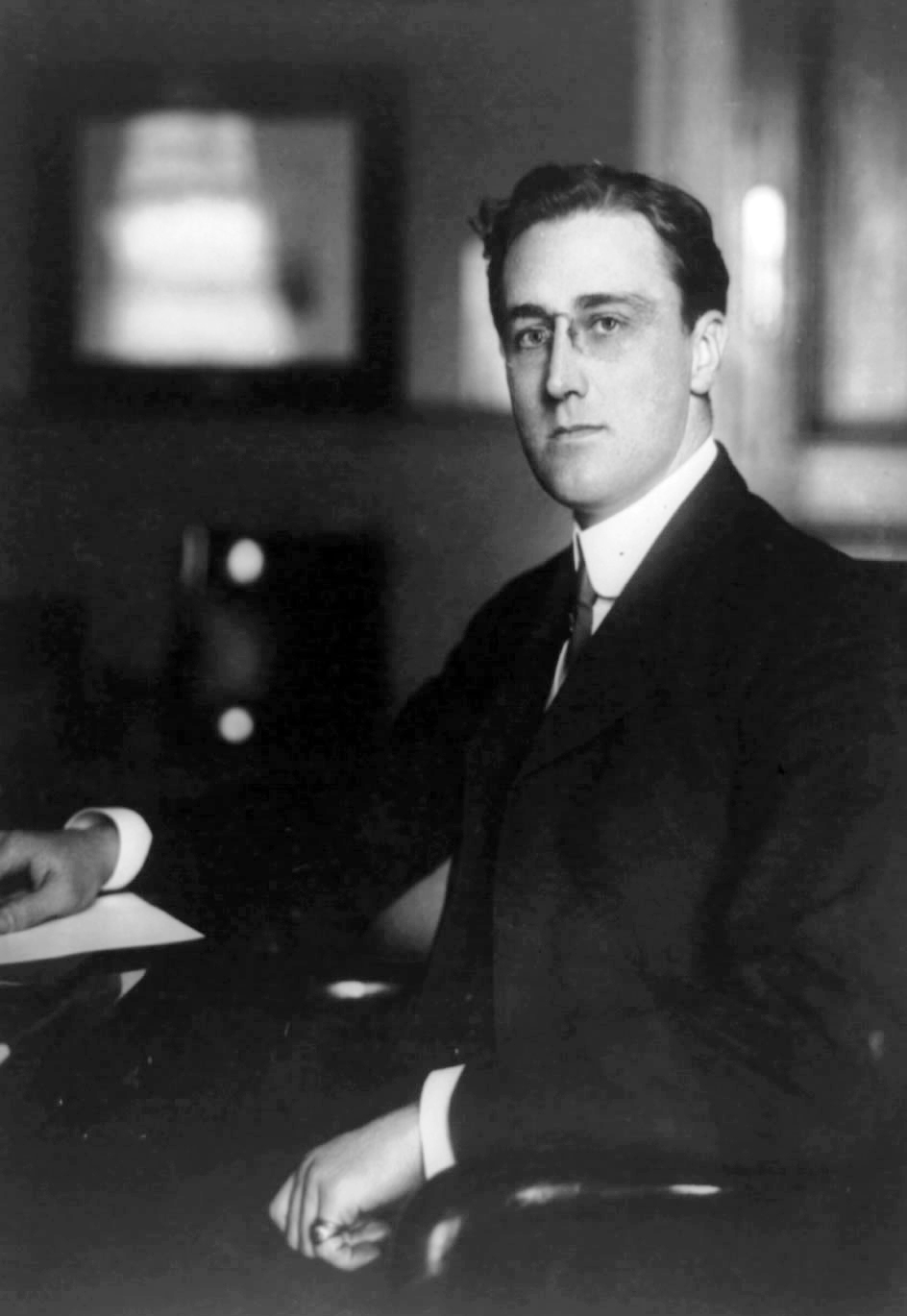
روزفلت مساعدا لقائد البحرية 1913

أيد روزفلت الرئيس وودرو ويلسون في الانتخابات الرئاسية عن الحزب الديمقراطي عام 1912، فكافأه ويلسون بتعيينه مساعداً لقائد البحرية. فعمل روزفلت على تطوير الأسطول الأمريكي، وكان من مؤيدي اشتراك الولايات المتحدة في الحرب العالمية الأولى. وأثناء الحرب أشرف على زرع الألغام في المياه، بين اسكتلندا والنرويج. كما قام بجولتين استكشافيتين، واحدة بين شهري يوليو وسبتمبر من عام 1918، والثانية خلال شهري يناير وفبراير عام 1919. واستطلع خلالهما قواعد البحرية، ومناطق الحرب في أوروبا.
وفي عام 1920، فاز جيمس كوكس بتزكية الحزب الديمقراطي له للدخول في انتخابات الرئاسة الأمريكية. وعرض كوكس على روزفلت أن يدخل معه الانتخابات كنائب للرئيس، فقبل روزفلت واستقال من منصبه في البحرية. إلا أنهما لم ينتخبا.
عاد روزفلت بعد الهزيمة الانتخابية، إلى مهنة المحاماة. وفي عام 1921، أصيب بالشلل، الذي أقعده، ثلاث سنين، عاد بعدها إلى الحياة السياسية.
حاكم ولاية نيويورك (1929-1933)
فاز روزفلت بصعوبة، لمنصب حاكم نيويورك على منافسيه: النائب العام للولاية ألبرت أوتينجر (Albert Ottinger) عام 1928، وتشارلز تاتل (Charles H. Tuttle) عام 1930. وبذلك حكم ولاية نيويورك فترتين استغرقتا 4 سنوات. وخلال فترتي ولايته عمل على تسهيل منح القروض للمزارعين، وأنشأ إدارة لمساعدة الأعداد المتزايدة من العاطلين، كما خفّض ساعات العمل للنساء والأطفال إلى 48 ساعة أسبوعياً. وقاد حملة، لمساندة مشروع عملاق، لاستغلال قوة المياه في نهر سانت لورانس، لتوليد الطاقة. وقد نُفذ هذا المشروع بعد عدة سنوات.

## فوز روزفلت في انتخابات الرئاسة
في يناير من عام 1932، فاز فرانكين روزفلت بتزكية الحزب الديمقراطي، للدخول في انتخابات الرئاسة، منافساً للرئيس هيربرت هوفر ، وهو جمهوري من ولاية كاليفورنيا. وأشارت الاستطلاعات المبدئية أن فرصة روزفلت للفوز كانت ضعيفة، حيث كانت أمريكا تواجه أسوأ كساد اقتصادي في تاريخها.
ركز روزفلت في حملته الانتخابية، على الكساد الكبير وما تستطيع الحكومة الفيدرالية أن تفعله حياله. وكون روزفلت مجموعة من الخبراء والاستشاريين، لاقتراح سياسة اقتصادية يستطيع بها إقناع الناخبين لتأييده. وقد شن الجمهوريون حملة تشكيك، في قدرة روزفلت على تولى شؤون البلاد، وتحمل المسئوليات الرئاسية. إلا أن روزفلت طاف أنحاء البلاد، وألقى خلال جولته 60 خطاباً وعد فيها بمحاربة الكساد، ووضع حدٍ لتذبذب الأسعار. وكذلك، وعد بمنح مساعدات عاجلة للعاطلين، كما تضمنت خطته تنمية الموارد المالية للدولة.
وخلافاً لجميع التوقعات، فاز روزفلت فوزاً ساحقاً، بحصوله على 57% من الأصوات. بينما حصل منافسه الجمهوري، الرئيس هوفر، على 40% فقط.

### محاولة اغتياله
في الخامس عشر من فبراير عام 1933، وخلال فترة الرئاسة الأولى لروزفلت، أطلق عليه جيسوب زانجارا 32 عاماً (Giuseppe Zangara)، وهو إيطالي المنشأ، خمسة أعيرة نارية قائلاً: «هناك أُناس كثيرون، يموتون جوعاً». ولم يصب روزفلت بسوء. وقد أُدين زانجارا، وأُعدم بالكرسي الكهربائي.
ترشيح الحزب الديمقراطي روزفلت، لانتخابات الرئاسة، لفترة ثانية عام 1936
في يوليه عام 1936، اجتمع المؤتمر العام للحزب الديمقراطي، واتفق بالإجماع على إعادة ترشيح روزفلت، ونائبه جون نانس غارنر لفترة رئاسية ثانية. وكان منافس روزفلت هذه المرة، ألف لاندون (Alf M. Landon) الجمهوري.
وكان الموضوع الغالب على برنامج الحكومة، في هذه الحملة، هو إعادة مستوى الاقتصاد إلى سابق عهده. وقد ذكّر روزفلت الناخبين بأن إدارته، هي التي أنقذت أنظمة الملكية الخاصة والمشروعات الحرة من الدمار الذي أحدثته إدارة هوفر.
وفاز روزفلت للمرة الثانية، وحصل على 61% من الأصوات، بينما حصل لاندون على 37% فقط.
ترشيح الحزب الديمقراطي روزفلت، لانتخابات الرئاسة لفترة ثالثة عام 1940:
عَقَدَ المؤتمر العام للحزب الديمقراطي اجتماعه في شيكاغو، عام 1940، للبحث عن مرشح للرئاسة، يخلف روزفلت، إذ لم يكن معروفاً إن كان روزفلت يرغب في ترشيح نفسه لفترة رئاسية ثالثة. وقد عارض كل من نائبه، جون نانس جارنر، مخطط حملاته الانتخابية، وجيمس فارلي (James Farley) إعادة ترشيحه، لأن كلاً منهما كان يريد ترشيح نفسه. وشجعهم روزفلت على ذلك، وحثّ الناخبين على انتخاب من يفضلونه. ولكنه بطريقة ما أدرج اسمه في قائمة المرشحين، ففاز بأعلى الأصوات داخل الحزب، فرشحه الحزب لخوض الانتخابات، ضد مرشح الحزب الجمهوري وندل ويلكي (Wendell Willkie).
وفي هذه الانتخابات، حصل روزفلت على 55% من أصوات الناخبين، بينما حصل ويلكي على 45% فقط، وبذلك صار روزفلت رئيساً للولايات المتحدة الأمريكية للمرة الثالثة، على التوالي.
ترشيح الحزب الديمقراطي روزفلت، لانتخابات الرئاسة لفترة رابعة عام 1944:
كانت معركة روزفلت، هذه المرة، ضد توماس ديوي (Thomas E. Dewey)، المرشح الجمهوري. ولم يستطع ديوي انتقاد السياسة الداخلية والخارجية لحكومة روزفلت الناجحة. ولكنه ركز على حالته الصحية المتدهورة. إلا أن روزفلت وجه أنظار الناخبين، إلى افتقار ديوي للخبرة في السياسة الخارجية، محذراً الشعب من تغيير الرؤساء وسط أتون الحرب العالمية الثانية.
وفاز روزفلت للمرة الرابعة بالرئاسة الأمريكية حيث حصل على 53% من الأصوات، بينما حصل منافسة على 46% فقط.
ولكن بعد الانتخابات بأيام، صدقت توقعات ديوي، فلقد كان روزفلت يعاني من ضغط الدم المرتفع، وتصلب الشرايين. وفي 12 أبريل عام 1945، الساعة الواحدة ظهراً، كان روزفلت يراجع بعض الأوراق في منتجع وارم سبرنج (Warm Spring) بولاية جورجيا، وفجأة قال «أعاني من صداع شديد»، وكانت تلك آخر كلمات ينطق بها، فقد دخل في غيبوبة نتيجة نزيف بالمخ، وتوفي الساعة 3.35 ظهراً، بعد 83 يوماً من توليه منصب الرئاسة، للمرة الرابعة.

## أهم الأحداث التي وقعت في فترة تولى روزفلت الرئاسة
الصفقة الجديدة
عندما تولى روزفلت الفترة الرئاسية الأولى، كانت البلاد تمر بأسوأ تدهور اقتصادي في تاريخها. فوضع روزفلت برنامجاً أسماه «الصفقة الجديدة» (New Deal)، وهو برنامج يقدم إغاثة فيدرالية مباشرة إلى المحتاجين والعجائز. واستحدث كذلك نظماً اقتصادية أسست الدولة الحديثة. وقد تضمن البرنامج ما يلي:
1. وضع حلول للأزمة المصرفية عام 1933: عندما تولى روزفلت الرئاسة، كانت الصناعة المصرفية في حالة تدهور، حيث كان المودعون يسحبون أموالهم من البنوك، ومن شركات الاستثمار في جميع أنحاء البلاد. وقد أدى ذلك إلى إعلان إفلاس أكثر من نصف البنوك. عندئذ أمر روزفلت على الفور بإعطاء إجازة للبنوك، في الوقت الذي بدأ فيه المراجعون الفيدراليون مراجعة الحسابات، بحيث يتم إعادة فتح البنوك ذات الحسابات السليمة فقط. وقد تسبب هذا الإجراء، في استعادة المواطنين لبعض الثقة في الحكومة، ومؤسساتها البنكية. وقد أتبعت الحكومة هذا التصرف بإصدار عدة قوانين مصرفية، في عامي 1933 و1935، تمنع البنوك من التعامل في الأسهم والسندات. وفي أبريل عام 1933، منع روزفلت تصدير الذهب.
2. إنشاء مؤسسات رعاية اجتماعية للمدنيين عام 1933: من خلال هذه المؤسسات، وظِّف أكثر من ثلاثة ملايين شاب، تراوح أعمارهم بين 18-25 عاماً، ينتمون إلى الأسر الفقيرة، في رصف الطرق، وزرع الأشجار، والعمل في مشروعات الصيانة والخدمة العامة. وأُسكن الشباب في معسكرات ريفية، تحت إشراف عسكري، مع تقديم الطعام يومياً، إضافة إلى مصروف جيب رمزي.
3. استصدار قوانين جديدة لتحقيق الاستقرار، في اقتصاديات الزراعة، خلال الأعوام من 1933-1938: عَمِل القانون الأول على تخفيض فائض المحاصيل، بغية رفع الأسعار مع تقديم إعانات مالية للمزارعين تعويضاً لهم. وعلى الرغم من أن هذه الفكرة لاقت سخرية شديدة في البداية، إلاّ أن هذا البرنامج تسبب في زيادة الدخل القومي من الزراعة. أما القانون الثاني، فعمل على تحقيق استقرار الدخل الزراعي، عن طريق دفع قروض للمزارعين لتخزين الفائض من المحاصيل بعد جنيها، ثم بيعها أوقات الندرة بأسعار أعلى، فيتمكن المزارعون من سداد قروضهم.
4. إنشاء إدارة للإغاثة الفيدرالية عام 1933: وهي إدارة أُنشئت لتقديم المساعدات المالية لمن يثبت فقرهم الشديد، أو للذين أصيبوا بخسارة في تجارتهم، وذلك بعد فحص الأوراق والمستندات الدالة على ذلك.
5. استصدار قانون الإصلاح الصناعي الوطني عام 1933: أنشأ روزفلت إدارة الأعمال العامة، تحت رعاية وزير الداخلية إيكز (Ickes). وكانت مهمتها تقديم منح ومساعدات للولايات والمدن، لإقامة مشروعات إنشائية عملاقة. كما أنشأ إدارة الإصلاح الوطني (National Recovery Administration)، وذلك لتنشيط التجارة، والعمل على تثبيت الأسعار. كما عملت هذه الإدارة على إيجاد روح المنافسة الشريفة بين الشركات بغية الوصول إلى أعلى المستويات.
6. إنشاء لجنة تبادل الأوراق المالية عام 1934: أُنشئت هذه اللجنة، لتصحيح الاستخدام الخاطئ للأوراق المالية، الذي أدى إلى انهيار البورصة عام 1929. ومنذ ذلك الوقت، أصبحت جميع الأوراق المتداولة والسندات مسجلة لدى هذه اللجنة.
7. إنشاء إدارة إدخال الكهرباء إلى الريف عام 1935: عملت هذه الإدارة على توفير الأموال اللازمة، لإدخال الكهرباء إلى المناطق الريفية، التي أهملت منذ وقت طويل من جانب الشركات. ذلك أنّ إدخال الكهرباء في هذه المناطق، لا يدر ربحاً مثل إدخالها في المناطق ذات الكثافة السكانية العالية.
8. استصدار قانون واجنر عام 1935 (Wagner Act): حُقَّ للعامل، بموجب هذا القانون، إبداء رأيه في اللوائح التنظيمية للشركات التي يعمل فيها من خلال ممثلين له يختارهم، كما مُنِع أصحاب الشركات من اتخاذ أي إجراءٍ معادٍ، ضد المتظلمين.

## الاعتراف بالاتحاد السوفيتي
بعد تبادل الخطابات مع وزير الخارجية الروسي، ماكسيم ليتفينوف Maxim Litvinov ، وافقت الولايات المتحدة، لأول مرة، منذ قيام الثورة الروسية، على إقامة علاقات دبلوماسية رسمية مع الاتحاد السوفيتي. وقد وعد الروس بأن يوقفوا حملات التشهير ضد الولايات المتحدة. كما وعدوا، كذلك، بضمان الحرية الدينية، والحق في المحاكمة العادلة، للأمريكيين المقيمين بالاتحاد السوفيتي.
سياسة الجيرة الطيبة
تبنى روزفلت سياسة «الجيرة الطيبة»، مع دول أمريكا اللاتينية. فسحب القوات الأمريكية من هايتي، وألغى التعديل الدستوري، الذي كان يسمح للولايات المتحدة بالتدخل في الشئون الداخلية لدولة كوبا. كما دفع أموالاً لبنما مقابل استغلال قناة بنما. وقد وضعت هذه السياسة أساساً قوياً للتحالف الغربي، ضد قوات المحور في الحرب العالمية الثانية.

## الحرب العالمية الثانية

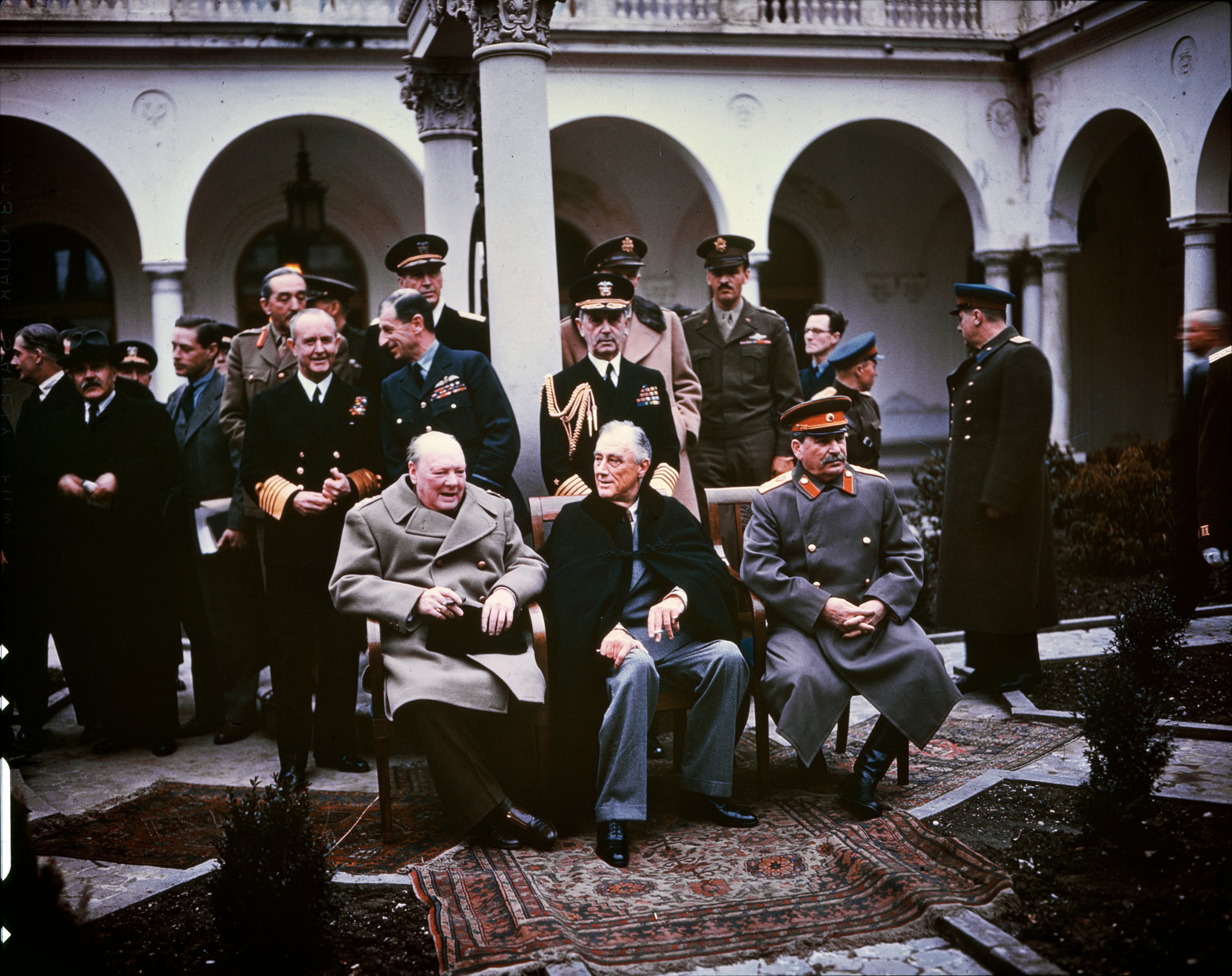
ستالين وروزفلت وتشرشل عام 1945

في بداية الحرب العالمية الثانية، أعلن روزفلت حياد الولايات المتحدة وعدم تدخلها، وقد تكونت لجنة عام 1940، لتجنب أمريكا الدخول في الحرب. ولكن مع احتلال فرنسا، ووقوع معركة بريطانيا (Battle of Britain) الشهيرة عام 1940، اقتربت الولايات المتحدة أكثر من الحلفاء. وفي سبتمبر عام 1940، أعلن روزفلت عن عزمه إرسال 50 سفينة حربية قديمة لبريطانيا، مقابل إعطائهم حق استخدام بعض القواعد البحرية. وفي مارس عام 1941، أقرضت الولايات المتحدة بريطانيا، وبعد ذلك الاتحاد السوفيتي، ودول أخرى تابعة للحلفاء، معدات حربية تقدر بخمسين مليار دولار. وفي السابع من ديسمبر عام 1941، هاجم اليابانيون بيرل هاربر في هاواي، وتسببوا في مقتل 2300 أمريكي، وإصابة 1200 آخرين. وفي اليوم التالي طالب روزفلت الكونغرس إعلان الحرب.
وفي نهاية السنة الأولى، من مشاركة أمريكا في الحرب، بدأ الحلفاء يشقون طريقهم إلى النصر. وفي مؤتمر الدار البيضاء (Casablanca)، يناير عام 1943، أصر روزفلت وتشرشل على استسلام ألمانيا التام غير المشروط. ووضعا خططاً لضربها عن طريق الجو. وعندما لاحت نهاية الحرب، اجتمع روزفلت وتشرشل ورئيس الوزراء السوفيتي جوزيف ستالين في مؤتمر يالطا في فبراير عام 1945، لوضع خطط ما بعد الحرب. ومات روزفلت بعد شهرين، خلال المراحل النهائية للحرب.

## مؤلفاته
- المحارب السعيد" عام 1928 The Happy Warrior
- "روزفلت: الأسد والثعلب" "Roosevelt: the Lion & the Fox” لجيمس ماك جريجور برنز (James Burns).

## مقالات ذات صلة
- مكتب هوفر

## روابط خارجية
- فرانكلين روزفلت على موقع أوليمبيديا (الإنجليزية)
- فرانكلين روزفلت على موقع IMDb (الإنجليزية)
- فرانكلين روزفلت على موقع الموسوعة البريطانية (الإنجليزية)
- فرانكلين روزفلت على موقع روتن توميتوز (الإنجليزية)
- فرانكلين روزفلت على موقع مونزينجر (الألمانية)
- فرانكلين روزفلت على موقع ميوزك برينز (الإنجليزية)
- فرانكلين روزفلت على موقع إن إن دي بي (الإنجليزية)
- فرانكلين روزفلت على موقع ديسكوغز (الإنجليزية)
- فرانكلين روزفلت على موقع قاعدة بيانات الفيلم (الإنجليزية)